# Eremanthus incanus
Eremanthus incanus là một loài thực vật có hoa trong họ Cúc. Loài này được (Less.) Less. mô tả khoa học đầu tiên năm 1831.